# Município Namacunde
Município Namacunde är en kommun i Angola.   Den ligger i provinsen Cunene, i den södra delen av landet, 1 000 km söder om huvudstaden Luanda.
Omgivningarna runt Município Namacunde är huvudsakligen savann. Runt Município Namacunde är det mycket glesbefolkat, med 4 invånare per kvadratkilometer.